# Nový rybník (Rožmitál pod Třemšínem)
Nový rybník je chovný rybník o rozloze 3,7 ha v Rožmitále pod Třemšínem v okrese Příbram. Je v majetku Arcibiskupství pražského.

## Popis
Nachází se v katastru Starý Rožmitál nedaleko od silnice I/19. Protéká jím Bukovský potok, který dále odtéká do Farského rybníka. Rybník je užíván pro chov ryb.

## Historie
Hráz rybníka byla protržena při velké povodni 21. června 1895.